# Aseptis probata
Aseptis probata là một loài bướm đêm trong họ Noctuidae.